# Псевдоуниполярный нейрон

1: Псевдоуниполярный нейрон; 2: Биполярный нейрон

Псевдоуниполярный нейрон — это тип нейрона , который имеет один аксон, который делится на две ветви. Они развиваются эмбрионально как биполярные по форме, и поэтому называются псевдоуниполярными.

## Структура
Псевдоуниполярный нейрон имеет один аксон, который выступает из тела клетки на относительно короткое расстояние, прежде чем разделиться на две ветви. Псевдоуниполярные нейроны являются сенсорными нейронами, которые не имеют дендритов - разветвленный аксон выполняет обе функции.  Периферическая ветвь простирается от тела клетки к органам на периферии, включая кожу, суставы и мышцы, а центральная ветвь простирается от тела клетки к спинному мозгу.

### В ганглиях задних корешков
Тело клетки псевдоуниполярного нейрона расположено внутри ганглия заднего корешка спинномозгового нерва.  Аксон выходит из тела клетки  в задний корешок, где  разделяется на две ветви. По одной из ветвей возбуждение идёт не от, а к телу нейрона. Центральная ветвь идет в задние столбы спинного мозга, где образует синапсы с другими нейронами. Периферическая ветвь проходит через дистальный задний корешок в спинномозговой нерв вплоть до кожи, сустава и мышцы. Триггерной зоной является начало разветвления (то есть триггерная зона находится вне тела клетки).

### В большинстве чувствительных ганглиев черепных нервов
Псевдоуниполярные нейроны обнаружены в сенсорных ганглиях большинства черепных нервов.
В частности:
- тройничный ганглий
- коленчатый ганглий
- верхний ганглий языкоглоточного нерва
- нижний ганглий языкоглоточного нерва
- верхний ганглий блуждающего нерва
- нижний ганглий блуждающего нерва

Псевдоуниполярные нейроны имеются в синапсах сенсорных ганглиев черепных нервов в главном сенсорном ядре тройничного нерва, спинальном ядре тройничного нерва или одиночном ядре.
Хотя с вестибулокохлеарным нервом связаны два ганглия (спиральный ганглий и вестибулярный ганглий ), оба содержат биполярные нейроны, а не псевдоуниполярные.

### В мезэнцефальном ядре
Мезэнцефальное ядро состоит из псевдоуниполярных нейронов, которые мигрировали в ствол мозга во время эмбрионального развития. Это единственное место в центральной нервной системе, где находятся клеточные тела псевдоуниполярных нейронов.

## Функции
Все псевдоуниполярные нейроны являются сенсорными. Те, что находятся в ганглиях задних корешков, и большинство тех, что находятся в сенсорных ганглиях черепных нервов, несут информацию о прикосновении, вибрации, проприоцепции, боли и температуре.
Псевдоуниполярные нейроны в коленчатом ганглии, нижнем ганглии языкоглоточного нерва и нижнем ганглии блуждающего нерва также несут информацию о вкусе от вкусовых сосочков.
Некоторые псевдоуниполярные нейроны нижнего ганглия языкоглоточного нерва переносят информацию от каротидного тельца и каротидного синуса.
Псевдоуниполярные нейроны в мезэнцефальном ядре передают проприоцептивную информацию от жевательных мышц.